# 복잡계 네트워크

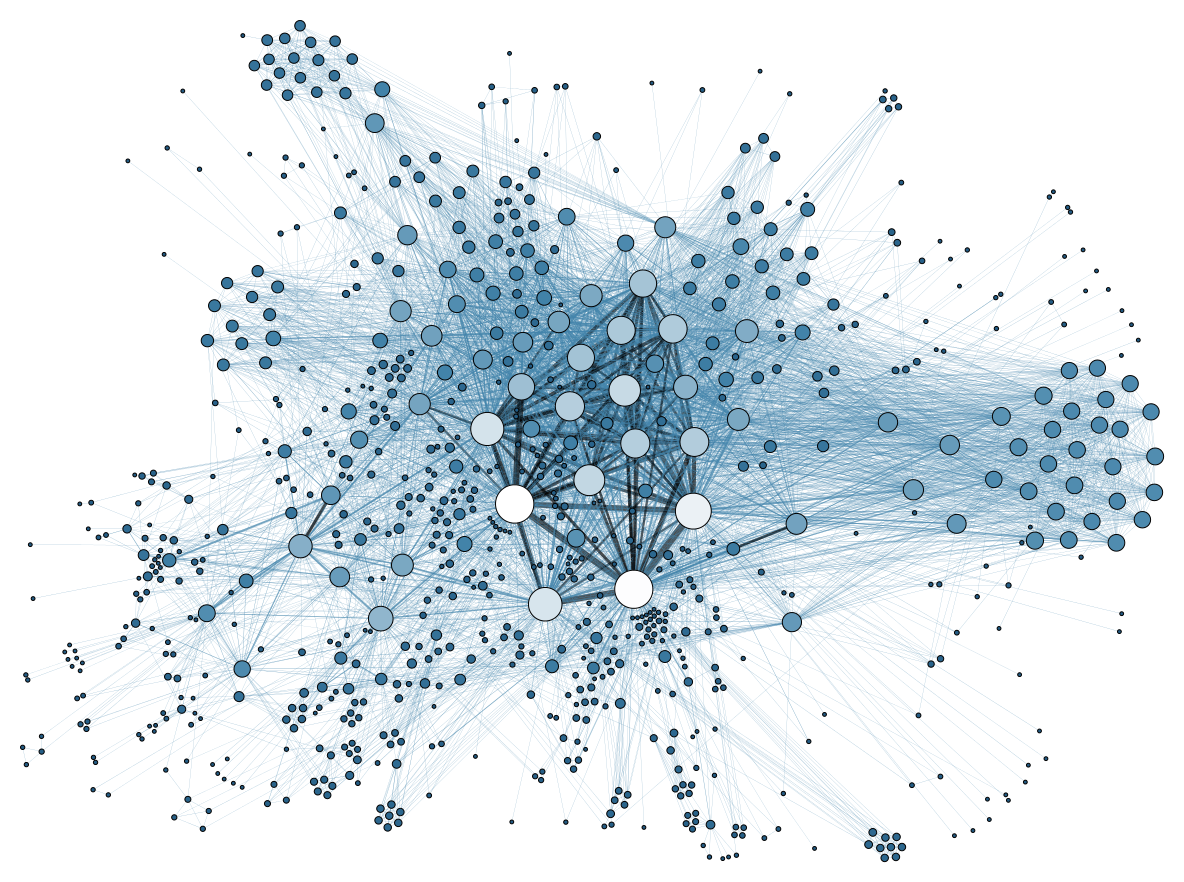
복잡계 네트워크의 예시

복잡계 네트워크(complex network)는 네트워크 이론의 맥락에서 격자 그래프나 무작위 그래프와 같은 단순한 네트워크에서는 발생하지 않지만 실제 시스템을 나타내는 네트워크에서는 종종 발생하는 기능인 사소하지 않은 위상적 특징을 가진 그래프 (그래프 이론)(네트워크)이다. 복잡계 네트워크에 대한 연구는 컴퓨터 네트워크, 생물학적 네트워크, 기술 네트워크, 뇌 네트워크, 기후 네트워크 및 소셜 네트워크와 같은 실제 네트워크의 실증적 발견에서 주로 영감을 받은 젊고 활동적인 과학 연구 분야(2000년 이후)이다.

## 같이 보기
- 복잡계
- 네트워크 이론
- 척도 없는 네트워크
- 작은 세상 네트워크